# Pentanopsis fragrans
Pentanopsis fragrans là một loài thực vật có hoa trong họ Thiến thảo. Loài này được Rendle mô tả khoa học đầu tiên năm 1898.